# Andalusier (Huhn)
Andalusier sind eine aus Spanien stammende Haushuhnrasse. Sie sind in Spanien und dem restlichen Europa verbreitet, wobei die Rasse seit 1872 in Deutschland stärker verbreitet ist als im Ursprungsland. Die Rasse ist, obwohl sie ein beeindruckendes Schaubild liefert, selten.
Der Hahn wiegt zwischen 2,5 und 3 kg. Die Henne ist mit 2,0 bis 2,5 kg leichter.
Die Eier haben ein hohes Gewicht von ca. 58 g und sind weiß. Die Legeleistung liegt bei ca. 150 Eiern im Jahr. Die Rasse bietet ein stattliches und hochgestelltes Erscheinungsbild. Der Kamm ist einfach.
Die Andalusier haben einen intermediären Erbgang. Statistisch gesehen sind die Nachkommen zu 50 % blaue Tiere, und die restlichen 50 % spalten sich in weiße und schwarze Tiere auf. Daher ist der Aufwand, entsprechend gezeichnete Tiere zu erhalten, etwas größer als bei anderen Rassen. Es können aber auch durch gezielte Verpaarung (nur schwarze mit weißen Elterntieren paaren) bis zu 100 % richtig gezeichnete Tiere gezogen werden.
Die Entwicklungszeit der Tiere bis zur Geschlechtsreife ist mit 5–6 Monaten durchschnittlich. Wirtschaftlich spielt diese Rasse keine Rolle und wird vor allem des ästhetischen Wertes wegen gehalten.
Andalusier sind sehr eng mit den Hühnerrassen: Spanier, Kastilianer und Minorka verwandt.

## Zwergform
Die Zwergform ist ebenso selten wie die Normalform. Sie wurde in England und Deutschland erzüchtet und 1954 anerkannt. Der Hahn wiegt 900 Gramm und die Henne 800 Gramm. Die Legeleistung beträgt 100 Eier im Jahr. Diese sind weiß und haben ein Gewicht von 35 Gramm.

## Bestand und Gefährdung
Andalusier sind selten und gelten als gefährdete Haustierrasse. Der BDRG sowie die GEH haben die Andalusier in der Roten Liste der gefährdeten Nutztierrassen 2013 in die höchste Gefährdungsklasse I (extrem gefährdet) eingestuft. Danach gab es 2009 in Deutschland nur noch 89 Hähne und 285 Hennen.